# مراد برفان
مراد برفان (ولد في 18 مارس 1986 في تيزي وزو) هو لاعب كرة قدم جزائري. وهو حاليا يلعب كحارس مرمى اتحاد الجزائر في الرابطة الجزائرية المحترفة الأولى.

## مع النادي
- 1998-1999 NRB بني دواله
- 1999-2011 شبيبة القبائل
- 2011-الوقت الحاضر. مولودية العلمة

## إنجازات

### مع الأندية
اتحاد الجزائر
- الرابطة الجزائرية المحترفة الأولى (1): 2015-16
- كأس السوبر الجزائري (1): 2016

شبيبة القبائل
- الرابطة الجزائرية المحترفة الأولى (1): 2007-08
- الجزائري كأس (1): 2011
- فاز في كأس العالم العسكرية لكرة القدم مرة واحدة مع الفريق العسكري الوطني الجزائري في 2011

## وصلات خارجية
- مراد برفان على موقع قاعدة بيانات كرة القدم.إي يو (الإنجليزية)

- شبيبة القبائل نسخة محفوظة 11 مارس 2018 على موقع واي باك مشين.
- DZFoot Profile